# Сингх, Милка
Милка Сингх (в.-пандж. ਮਿਲਖਾ ਸਿੰਘ, англ. Milkha Singh; 20 ноября 1929 — 18 июня 2021) — индийский бегун-спринтер. Занялся спортом во время службы в индийской армии. Чемпион игр Британской империи и Содружества наций и Азиатских игр. Представлял Индию на Олимпиадах 1956, 1960 и 1964 годов. Награждён четвёртой по величине гражданской наградой Индии Падма Шри. На основе его автобиографии был снят фильм «Беги, Милка, беги!».

## Биография
Согласно записям в Пакистане Милка Сингх родился 20 ноября 1929 года, хотя другие документы упоминают в качестве даты рождения 17 октября 1935 и 20 ноября того же года. Местом рождения была деревня Говиндпура, расположенная в 10 км от города Музаффаргарх в провинции Пенджаб, Британская Индия (ныне округ Музаффаргарх, Пакистан). Его родители были сикхами и всего имели пятнадцать детей. Восемь из них умерло до раздела Индии, ещё один брат, две сестры и оба родителя были убиты во время сопровождавших раздел беспорядков на глазах у Милки.
После этого он добрался до Дели, спрятавшись в женском вагоне поезда. Среди беженцев, разместившихся на столичном вокзале, он нашёл одну из своих сестёр, и уже вместе с ней поселился в лагере в Пурана-Кила. Когда Милку арестовали за проезд без билета, его сестра Ишвар продала все свои драгоценности, чтобы его вызволить. В 1951 году он с четвёртой попытки завербовался в индийскую армию, после того как его брат Малкхан замолвил за него словечко. Там его отобрали для прохождения специальной подготовки в лёгкой атлетике, после того как он пришёл шестым в обязательном для новобранцев забеге по пересечённой местности.
Сингх представлял Индию в беге на 200 и 400 метров на Олимпийских играх в Мельбурне, однако по результатам предварительного забега в финал попасть не смог. В 1958 он установил рекорд на дистанции 200 и 400 м на национальных играх Индии в Каттаке и выиграл забеги на 200 и 400 метров на Азиатских играх в Токио и на 440 ярдов на играх Британской империи и Содружества наций, став тем самым первым в Индии золотым медалистом Игр Содружества.
На Олимпийских играх в Риме он пришёл четвёртым в забеге на 400 метров, установив национальный рекорд в 45,6 секунд, который был побит только в 1998 году.
Сингх заработал ещё два золота на Азиатских играх 1962 года в забеге и эстафете на 400 метров. На Олимпийских играх в Токио он был заявлен на участие в забеге на 100 метров и эстафетах на 100 и 400 метров, но принял участие только в последней вместе с Макханом Сингхом, Амджером Сингхом и Амритом Пал, вновь придя к финишу четвёртым.
Благодаря своим спортивным достижениям в 1959 году Сингх был повышен в звании с сипая до младшего офицера. В это же время он был назначен на пост начальником отдела спорта в Министерство образования штата Пенджаб. В 1958 году он был награждён четвёртой по величине гражданской наградой Падма Шри, а в 2001 — представлен к премии Арджуна за стабильно высокие спортивные достижения, от которой он отказался. Все свои медали Сингх пожертвовал нации. Они были выставлены на стадионе Джавахарлала Неру в Дели, а затем переданы в дар спортивному музею в Патиале. В 2013 году Сингх опубликовал свою биографию The Race of My Life, написанную в соавторстве с дочерью Сонией.

### Личная жизнь
В середине 1950-х на Цейлоне Сингх встретил Нирмал Каур, капитана женской команды по волейболу. Они поженились в 1962 году. У супругов три дочери и сын — гольфист Джив Милка Сингх. В 1999 году они усыновили семилетнего мальчика, чей отец погиб в каргильской войне.
24 мая 2021 года Милка Сингх и его жена были госпитализированы с пневмонией, вызванной COVID-19, в городскую больницу Мохали. Каур скончалась 13 июня, Сингх пережил её на 5 дней и скончался вечером 18 июня 2021 года. Тела были кремированы.